# Galtjoch
Le Galtjoch est une montagne qui s’élève à 2 109 m d’altitude dans les Alpes de Lechtal, en Autriche.